# Point 110 New Military Cemetery
Point 110 New Military Cemetery is een Britse militaire begraafplaats met gesneuvelden uit de Eerste Wereldoorlog, gelegen in het Franse dorp Fricourt (departement Somme). De begraafplaats werd ontworpen door Arthur Hutton en ligt ongeveer 1.600 m ten zuiden van het dorpscentrum. Vanaf de weg van Fricourt naar Bray-sur-Somme is ze bereikbaar via een moeilijk berijdbare landweg van ruim 600 m. De begraafplaats heeft een rechthoekig grondplan met een oppervlakte van 575 m² en wordt omgeven door een bakstenen muur. Het Cross of Sacrifice staat direct bij de toegang. De graven worden onderhouden door de Commonwealth War Graves Commission. 
Zo'n 220 m noordelijker ligt langs hetzelfde pad de Point 110 Old Military Cemetery.
De begraafplaats telt 64 Britse geïdentificeerde graven.

## Geschiedenis
Het zuidelijke deel van het dorp met de begraafplaats was reeds in geallieerde handen toen op 2 juli 1916 de rest van het dorp door de 17th Division werd veroverd. De begraafplaats was reeds aangelegd door het Franse 403e Régiment d'Infanterie in mei/juli 1915 en werd door Commonwealth troepen verder gebruikt van februari tot juli 1916. De begraafplaats werd vóór september 1916 King George's Hill Cemetery genoemd maar later naar een omlijning op de kaart. Na de wapenstilstand werden 24 Franse en 2 Duitse graven naar andere begraafplaatsen overgebracht. 